# ローマン・モロサス
ローマン・モロサス（英: Roman  Molossus）は、ブリタンニア原産の絶滅した古代闘用犬種である。別名はパグノーズ・ブリタンニア（英: Pugnaces Britanniae）、ドッグ・オブ・ローマン・ブリテン（英: Dogs of Roman Britain）。
イギリス原産のイングリッシュ・マスティフの先祖である。別名は「パグのような鼻を持つブリタンニアの犬」を意味しているが、パグとの関連はない。ちなみにあまりマズルがつぶれていなかったため、この犬種名は後の世につけられたものであるとも見られている。

## 歴史
とても古くから存在していた軍用犬である。犬種として成り立った年代には諸説あるが、少なくとも西暦8年にこれの資料が残されているため、それ以前に犬種として成立したのは確かであるとされている。主にコロシアムでライオンや犬、人と戦わせるためや、軍隊で戦争に使うためなどに飼育されていた。そのため、凶暴で力強い犬種になるように改良が進められた。しかし、あまりにも獰猛な性格のために、時が経つにつれて他犬種との異種交配が進み、ローマン・モロサスはイングリッシュ・マスティフに姿を変えた。
ちなみにイングリッシュ・マスティフが闘犬として使われていたのはごく僅かで、すぐに番犬やガードドッグとしてのみ使用されるようになった。もともとイングリッシュ・マスティフは本種から凶暴な性格を取り去って穏やかな犬種にしたものであるが、初期の闘犬に使われていたイングリッシュ・マスティフのみ凶暴な性格を受け継いでいた。闘犬禁止後は闘犬として使われていたイングリッシュ・マスティフからも凶暴な性格が取り除かれ、完全にローマン・モロサスの激しい気性は無くなった。

## 特徴
体高が最高で1m近くもあったという超大型犬である。目は小さく琥珀色で鋭く、先端を切った銃口のようなつぶれ気味のマズルで、顔にしわがあって皮膚は引っ張るとよく伸びた。背は広く、がっしりとしていて筋骨たくましい体つきで、垂れ耳・垂れ尾。アゴの力も強く、コートはショートコートで毛色の制限は無い。性格は凶暴で縄張り意識が強く、特別な資格を持った兵士にしか飼育が許されていなかった。不管理により飼育されていた雄犬が飼い主を攻撃して死に至った例もあったようだ。

## 参考
英語版記事 23:28, 5 January 2008版